# Rakovník
Rakovník, eller tyska Rakonitz, är en stad i västra delen av Mellersta Böhmen i Tjeckien. Staden ligger mellan Prag och Plzeň. Invånarantal var 16 081 år 2016. Staden är huvudort i distriktet med samma namn.

## Vänorter
Rakovník har följande vänorter:
- Dietzenbach, Tyskland
- Istra, Ryssland
- Weert, Nederländerna
- Kráľovský Chlmec, Slovakien
- Kościan, Polen